# Phaonia jaroschewskii
Phaonia jaroschewskii este o specie de muște din genul Phaonia, familia Muscidae. A fost descrisă pentru prima dată de Johann Andreas Schnabl în anul 1888. Conform Catalogue of Life specia Phaonia jaroschewskii nu are subspecii cunoscute.